# Богоявленский, Олег Игоревич
Олег Игоревич Богоявленский (21 ноября 1948 — 9 июня 2024, Кингстон, Онтарио) — советский и российский математик, доктор физико-математических наук.

## Биография
Окончил механико-математический факультет МГУ (1970) и его аспирантуру.
Работал в Математическом институте РАН, ведущий научный сотрудник. Сотрудничал в Queens Universirty (Канада).
Доктор физико-математических наук, тема диссертации «Геометрические методы качественной теории динамических систем в общей теории относительности и газовой динамике»
Умер 9 июня 2024 года в возрасте 75 лет.